# Huikaberg
De Huikaberg, Zweeds – Fins: Huikavaara, Samisch: Huikkávárri, is een berg in het noorden van Zweden. De berg ligt in de gemeente Kiruna ten noordwesten van het Noordelijke Huikameer en ten westen van de Huikavallei en is tussen de 600 en 640 meter hoog.